# Gare de Tamachi (Tokyo)
La gare de Tamachi (田町駅, Tamachi-eki) est une gare ferroviaire de la ville de Tokyo au Japon. Elle est située dans l'arrondissement de Minato, dans le quartier de Tamachi. La gare est desservie par les lignes Keihin-Tōhoku et Yamanote de la JR East.

## Situation ferroviaire
La gare de Tamachi est située au point kilométrique (PK) 32,3 de ligne Yamanote et au PK 34,9 de la ligne Keihin-Tōhoku.

## Histoire
La gare a été inaugurée le 16 décembre 1909.

## Services aux voyageurs

### Accès et accueil
La gare dispose d'un bâtiment voyageurs, avec guichet, ouvert tous les jours.

### Desserte
- JK Ligne Keihin-Tōhoku :
  - voie 1 : direction Tokyo et Ōmiya
  - voie 4 : direction Shinagawa et Yokohama

- JY Ligne Yamanote :
  - voie 2 : direction Tokyo et Ueno
  - voie 3 : direction Shinagawa et Shibuya

### Intermodalité
La station de métro Mita (lignes Asakusa et Mita) se trouve à proximité de la gare.